# Ulon Tanoh
Ulon Tanoh is een bestuurslaag in het regentschap Gayo Lues van de provincie Atjeh, Indonesië. Ulon Tanoh telt 542 inwoners (volkstelling 2010).